# Têt (Vietnam)
Pour les articles homonymes, voir Têt.

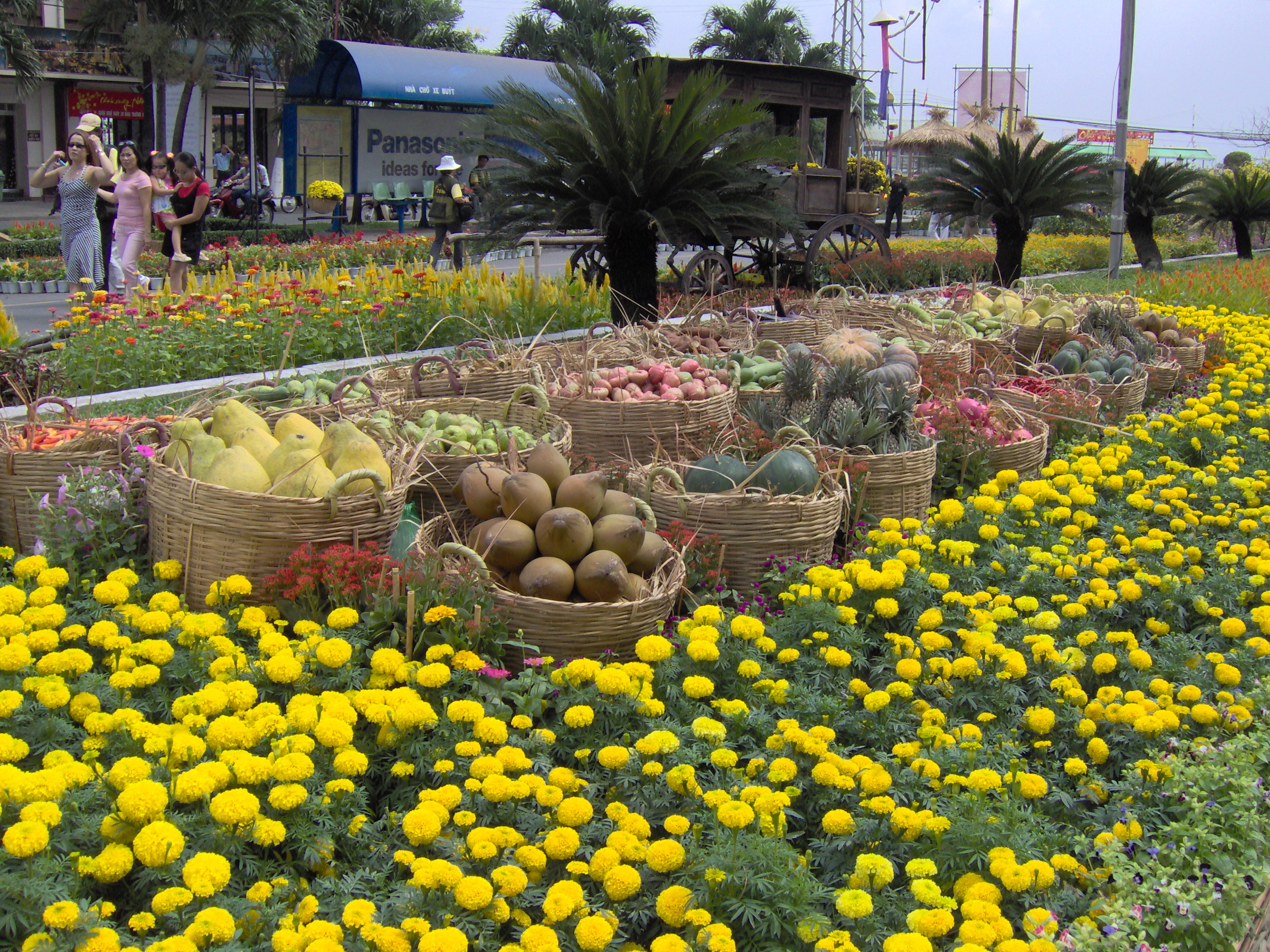
Décoration pour le Têt à Hô Chi Minh-Ville (2005)

Le Tết Nguyên Đán est la fête du Nouvel An lunaire au Vietnam (en chữ quốc ngữ Tết Nguyên Ðán, en chữ Nho 節元旦), littéralement « fête du premier jour de l'année » : en effet, il existe d'autres fêtes nommées Têt, comme le Têt trung thu, la fête de la mi-automne.
C'est la fête la plus importante de l'année. C'est une débauche de couleur, une explosion de pétards ; les quartiers rivalisent d'ingéniosité pour être les meilleurs dans leurs danses et leurs décorations. La fête a lieu le jour de la première nouvelle lune, au milieu de la période séparant le solstice d'hiver de l'équinoxe de printemps, entre le 21 janvier et le 20 février. Les festivités durent du premier jour de l'an au troisième, mais peuvent très bien s'étaler sur une semaine. Le dragon d'or vient chasser les derniers mauvais esprits qui pourraient hanter les lieux.
Le Têt est généralement fêté le même jour que le Nouvel An chinois, car le Viêt Nam utilise le calendrier chinois, de type luni-solaire. Néanmoins, la période d'observation de la nouvelle lune, qui marque le début de l'année, peut varier d'un jour selon les capitales respectives d'où elle est observée. De même, beaucoup des modalités de la fête sont identiques.

## Origines
C’est le calendrier luni-solaire qui dicte les dates des fêtes au Vietnam. Ce calendrier aurait été créé sous l’empereur chinois Huang Di en l’an 2637 avant J.-C.
Depuis lors, en Chine comme au Vietnam, ce calendrier est resté la référence pour célébrer les fêtes et notamment le nouvel an.
Le terme Têt vient du sino-vietnamien 節, dont la prononciation vient du chinois médiéval, /tset/, en vietnamien « Tiết », au moment où sa prononciation est devenue /tsiet/. Il signifie fête en chinois.

## Pratiques
Pendant les premiers jours, toute action ou parole grossière est bannie. Les actes doivent incarner l’harmonie et l’amour du semblable, car ils refléteront les douze mois à venir.
Avant le premier jour, tous les membres de la famille nettoient la maison familiale puis se mettent en cuisine, notamment pour préparer les fameux banh chung (gâteau de lune) au Nord, et banh tet au Sud, les présenter sur l'autel des ancêtres, avant de les manger ensemble.
Le Têt se fête pendant trois jours : c'est l'occasion pour les familles d'aller à la pagode ou de visiter leurs parents et amis. Toutefois, on prête attention à ne pas visiter trop tôt les autres familles : le premier visiteur de l'année apporte avec lui la chance ou la malchance. Pour déjouer le sort, certains chefs de famille sortent donc de leur maison à minuit et rentrent aussitôt après. On peut aussi inviter une personne qui a réussi ou jugée particulièrement chanceuse. La formule de salutation rituelle est « phúc lộc thọ » (« bonheur, prospérité, longévité »). Les enfants reçoivent de l'argent dans des enveloppes rouges et tous font éclater des pétards pour chasser les mauvais esprits.

## Les autres pratiques traditionnelles dans la fête du «Têt Nguyen Dan»
Comme la Fête du Têt porte l’esprit de la fin d’une année lunaire, dès le moment qu’elle commence (normalement après le minuit du dernier jour dans le calendrier lunaire), toutes les actions qu’on fera vont influencer la fortune de la personne pendant le nouvel an. Alors, on a l’habitude de faire des activités qui symbolisent ou amènent la chance. Alternativement, les activités ne portent pas seulement sur la chance, mais aussi sur l’intellectuel, la fortune, la santé, etc..

### Khai But
« Khai bút » est l’action d’écrire les premiers caractères la première journée du nouvel an. Avant la romanisation des caractères vietnamiens d’Alexandre de Rhodes, la plupart de la population était familière avec le « chữ hán » ou « chữ nôm ». Normalement, on écrivait les caractères comme « 福 » qui désigne le bonheur ou « 平安 » pour la sécurité. Récemment, de moins en moins de gens connaissent ces caractères, c’est pourquoi ils ont commencé à écrire en caractère romains. 

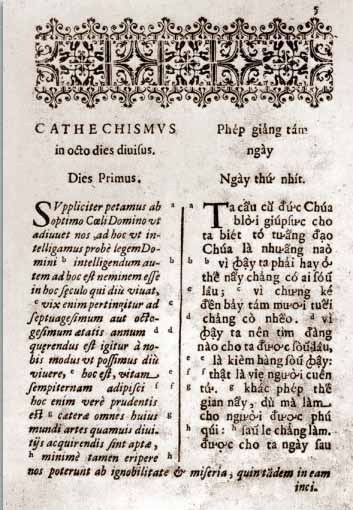
Une page de dictionnaire de la romanisation du vietnamien d'Alexandre de Rhodes.
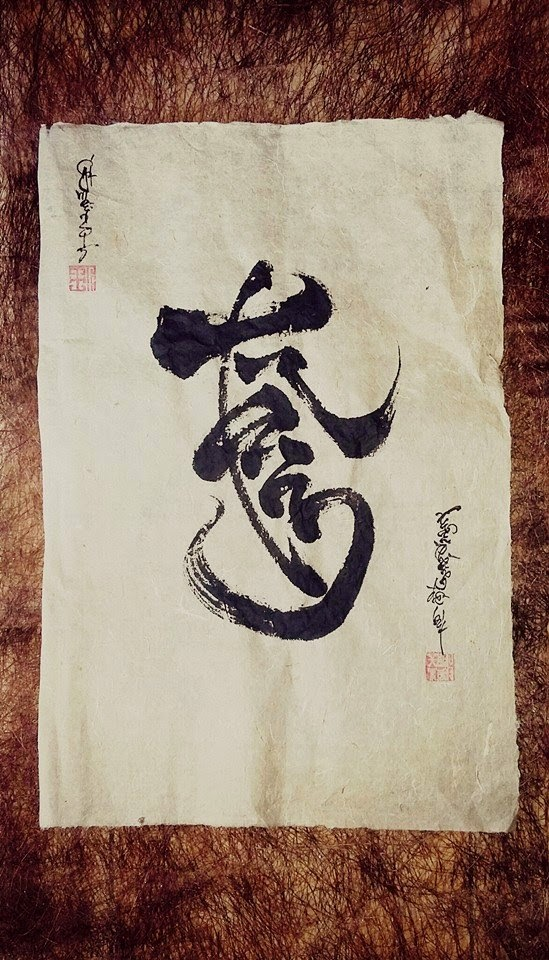
Un caractère vietnamien romanisé dans la fête du Têt.

### Khai ân
« Khai ân » est une tradition qui existe depuis longtemps. Comme le Vietnam avait passé beaucoup de dynastie féodale, il avait la tradition de mettre les sceaux sur les documents des autorités : le roi, les officiels, etc. Alors, à l’occasion du nouvel an lunaire, les autorités publiques inaugurent leurs sceaux officiels sur les nouvelles œuvres.

### Cây nêu

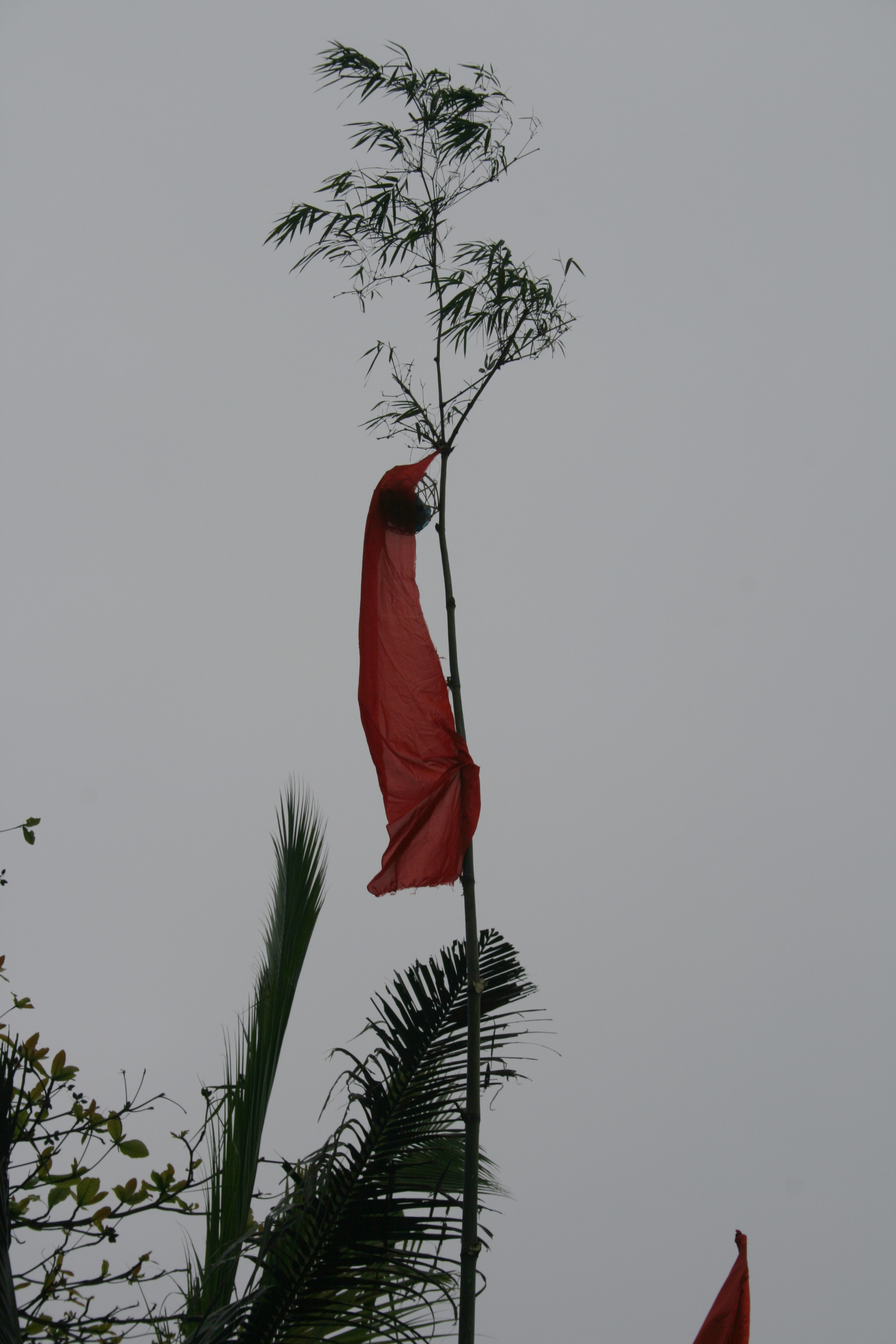
Cây Nêu

Comme la superstition vietnamienne croit à l’existence des mauvais esprits ou des malveillances, dans la fête du Têt, les gens prennent les « Cây nêu » ou l’« Arbre-tabou » comme un instrument d’exorcisme. Il s’agit d’un bambou planté au milieu de la maison. On attache des rubans rouges à son bout ou des plumes. Cet arbre porte aussi un autre sens : un guide pour que les ancêtres puissent retrouver les maisons de leurs descendants quand ils retournent à la Terre pour participer à la fête du Têt.

## Symboles
- Les enveloppes rouges : « Bao lì xì » (包利市)) ou plus simplement lì xì en vietnamien. Elles sont remises aux plus jeunes et aux membres de la famille proche le premier jour de la nouvelle année lunaire. Elles contiennent un peu d’argent et surtout des vœux.
- La couleur rouge : symbole de chance, souvent choisie pour les habits traditionnels.
- Les fleurs : Deux fleurs notamment sont particulièrement présentes pendant le Têt : la fleur de pêcher (Nord Vietnam) et la fleur d’abricotier (Sud Vietnam). La première, de couleur rose foncée, incarne la chance et la prospérité. La seconde est de couleur jaune et brillante et apporte la sérénité au foyer. Elle incarne la paix et la longévité puisque cet arbuste peut vivre des dizaines, voire des centaines d’années.
- Le bánh chưng (餅蒸) : De forme carrée, confectionné dans les jours précédents le nouvel an, il est cuisiné à partir de 4 ingrédients principaux : les feuilles « dong », le riz gluant, le haricot mungo et la poitrine de porc.
- Le Bánh tét : Il est réalisé avec les mêmes ingrédients que le bánh chưng mais sa forme est longue et enveloppée par des feuilles de banane.

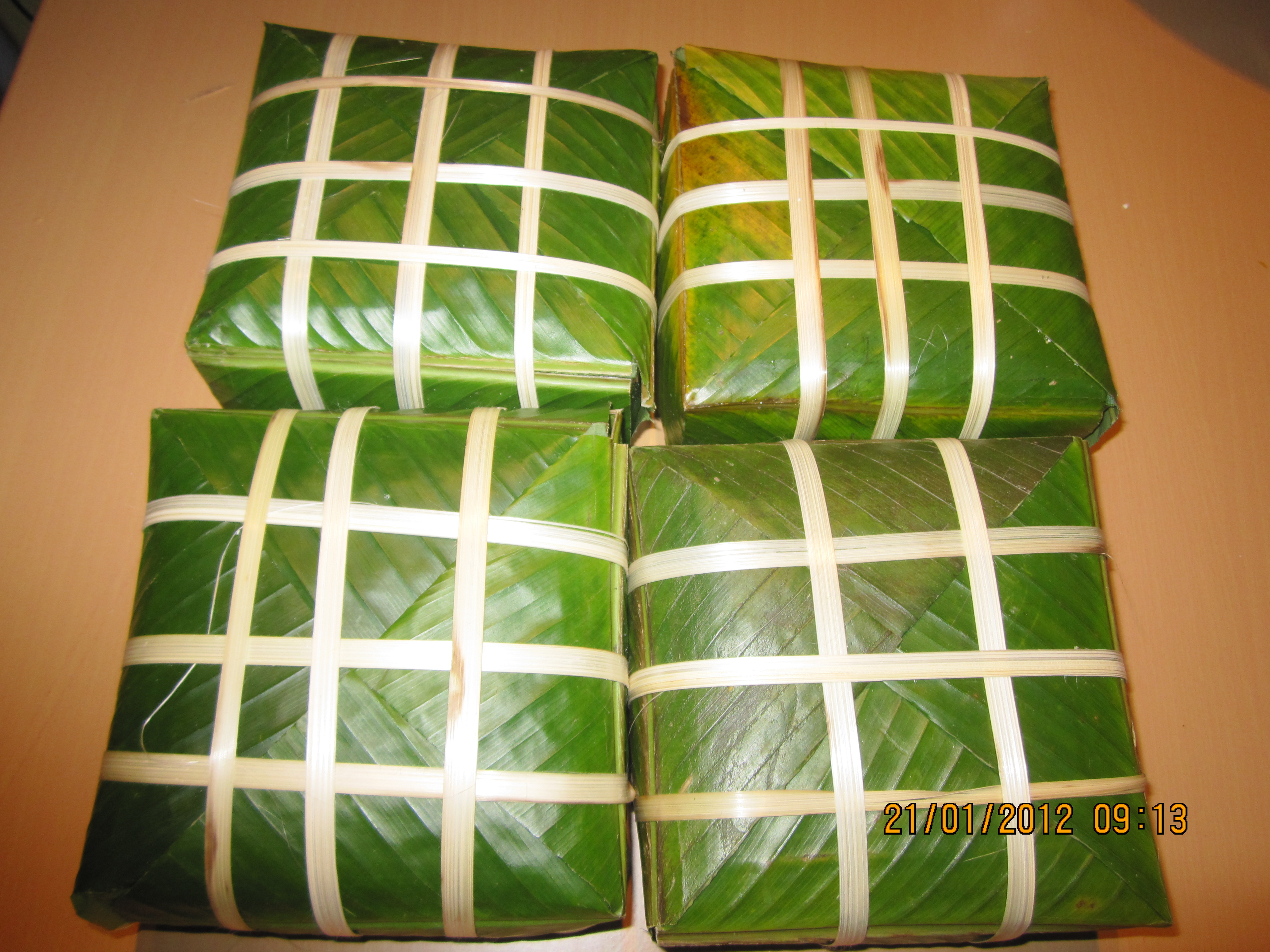
bánh chưng
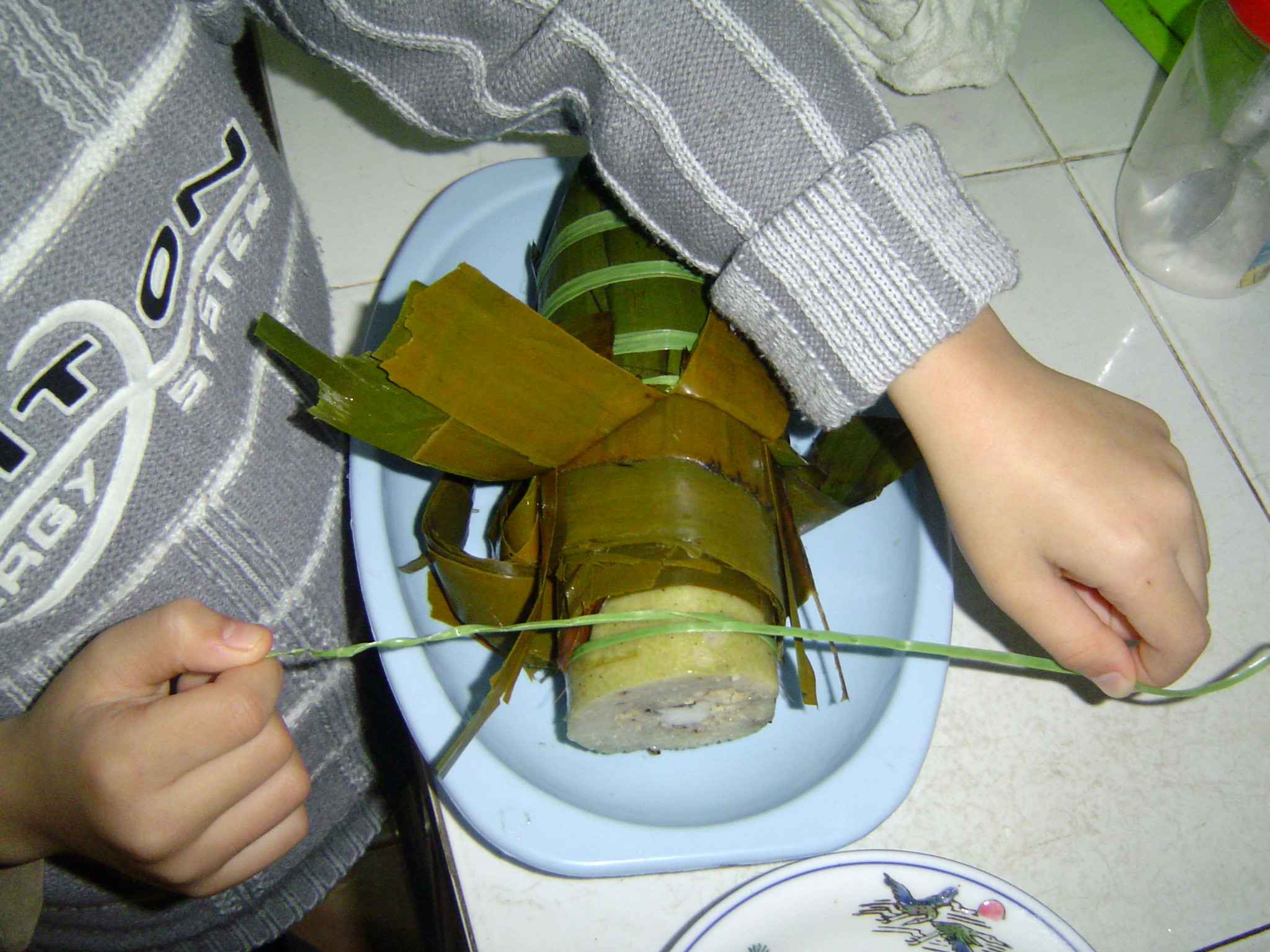
Bánh tét en train d'être découpé pour consommation
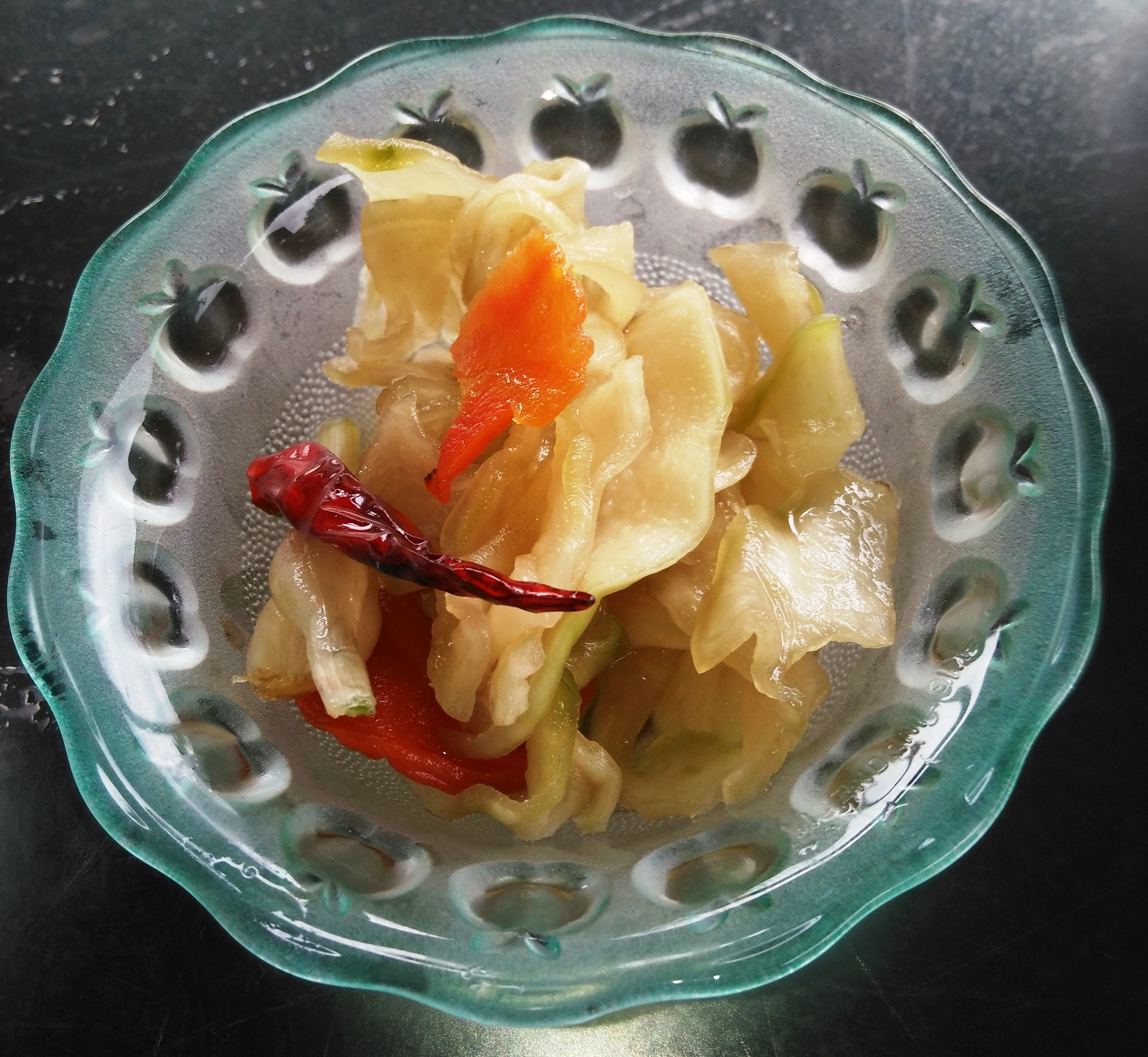
Dưa hành